# Prima Divisione Lazio 1948-1949
La Prima Divisione fu il massimo campionato regionale di calcio disputato nel Lazio nella stagione 1948-1949. Rispetto alla precedente stagione, la manifestazione fu ristrutturata su tre soli gironi, però ampliati nel numero delle partecipanti.

## Girone A

### Squadre partecipanti
| Club                       | Città (provincia)         | Stagione precedente |
| -------------------------- | ------------------------- | ------------------- |
| A.S. Anzio                 | Anzio (Roma)              |                     |
| S.S. Braccianese           | Bracciano (Roma)          |                     |
| Bravetta                   | Roma                      |                     |
| A.S. Campagnano            | Campagnano di Roma (Roma) |                     |
| G.S. Fiamme Gialle         | Roma                      |                     |
| G.S. Frascati              | Frascati (Roma)           |                     |
| S.S. Humanitas             | Roma                      |                     |
| G.S. Italcable             | Roma                      |                     |
| U.S. Italcalcio            | Roma                      |                     |
| S.S. Italia Nova           | Roma                      |                     |
| G.S. Libertas              | Tivoli (Roma)             |                     |
| C.R.A.L. Az.Agr. Maccarese | Maccarese (Roma)          |                     |
| G.S. Montecatini           | Roma                      |                     |
| Pol. Monterotondo          | Monterotondo (Roma)       |                     |
| Pol. Murialdalbano         | Albano Laziale (Roma)     |                     |
| G.S. O.M.I.                | Roma                      |                     |
| U.S. Palombara             | Palombara Sabina (Roma)   |                     |
| Porta Maggiore             | Roma                      |                     |
| Subiaco                    | Subiaco (Roma)            |                     |
| U.S. Zagarolo              | Zagarolo (Roma)           |                     |

### Classifica finale
|  | Pos. | Squadra                  | Pt | G  | V  | N  | P  | GF | GS  | DR   |
|  | ---- | ------------------------ | -- | -- | -- | -- | -- | -- | --- | ---- |
|  | 1.   | Anzio                    | 58 | 38 | 25 | 8  | 5  | 84 | 34  | +50  |
|  | 2.   | Fiamme Gialle Roma       | 56 | 38 | 24 | 8  | 6  | 73 | 27  | +46  |
|  | 3.   | Frascati                 | 55 | 38 | 24 | 7  | 7  | 85 | 42  | +43  |
|  | 4.   | Humanitas                | 55 | 38 | 25 | 5  | 8  | 74 | 43  | +31  |
|  | 5.   | Italcalcio               | 49 | 38 | 21 | 7  | 10 | 90 | 50  | +40  |
|  | 6.   | Palombara                | 43 | 38 | 16 | 11 | 11 | 66 | 42  | +24  |
|  | 7.   | Bravetta                 | 43 | 38 | 17 | 9  | 12 | 77 | 49  | +28  |
|  | 8.   | OMI Roma                 | 43 | 38 | 16 | 11 | 11 | 54 | 36  | +18  |
|  | 9.   | Italia Nova              | 42 | 38 | 15 | 12 | 11 | 55 | 51  | +4   |
|  | 10.  | Maccarese                | 41 | 38 | 15 | 11 | 12 | 54 | 37  | +17  |
|  | 11.  | Braccianese              | 40 | 38 | 16 | 8  | 13 | 61 | 56  | +5   |
|  | 12.  | Subiaco                  | 36 | 37 | 13 | 10 | 15 | 48 | 51  | -3   |
|  | 13.  | Campagnano (-1)          | 34 | 38 | 11 | 13 | 14 | 45 | 50  | -5   |
|  | 14.  | Montecatini              | 33 | 38 | 10 | 13 | 15 | 52 | 58  | -6   |
|  | 15.  | Murialdalbano            | 30 | 37 | 12 | 6  | 19 | 54 | 84  | -30  |
|  | 16.  | Italcable                | 26 | 38 | 10 | 6  | 22 | 49 | 87  | -38  |
|  | 17.  | Monterotondo (-1)        | 23 | 38 | 9  | 6  | 23 | 43 | 77  | -34  |
|  | 18.  | Libertas Tivoli          | 23 | 38 | 7  | 9  | 22 | 23 | 71  | -48  |
|  | 19.  | Zagarolo                 | 20 | 38 | 4  | 12 | 22 | 29 | 70  | -41  |
|  | 20.  | Porta Maggiore Roma (-3) | 3  | 38 | 1  | 4  | 33 | 23 | 124 | -101 |

Legenda:

      Promosso in Promozione 1949-1950.
      Ammesso alle finali delle seconde.
      Retrocesso in Seconda Divisione.
  Retrocesso e successivamente riammesso.
Regolamento:
Due punti a vittoria, uno a pareggio, zero a sconfitta.
Pari merito in caso di pari punti.
Note:
Campagnano e Monterotondo hanno scontato 1 punto di penalizzazione in classifica per una rinuncia.
Porta Maggiore ha scontato 3 punti di penalizzazione in classifica per tre rinunce.
Bracciano e Murialdo Albano una partita in meno.

## Girone B

### Squadre partecipanti
| Club                    | Città (provincia)      | Stagione precedente |
| ----------------------- | ---------------------- | ------------------- |
| C.R.A.L. A.C.E.A.       | Roma                   |                     |
| S.S. Artiglio           | Roma                   |                     |
| S.S. Cynthia            | Genzano di Roma (Roma) |                     |
| Deposito Locomotive     | Roma                   |                     |
| G.S. Ferrovieri         | Roma                   |                     |
| G.S. Fiumicino          | Fiumicino (Roma)       |                     |
| A.S. Fondana            | Fondi (LT)             |                     |
| Pol. Gaeta              | Gaeta (LT)             |                     |
| S.S. Giammei Pantanella | Roma                   |                     |
| Italia                  | Roma ?                 |                     |
| S.S. Ludovisi           | Roma                   |                     |
| A.S. Marino             | Marino (Roma)          |                     |
| A.S. Nettuno            | Nettuno (Roma)         |                     |
| U.S. Ostia Mare         | Roma-Ostia             |                     |
| A.S. Priverno           | Priverno (LT)          |                     |
| G.S. Rinascimento       | Roma                   |                     |
| G.S. Sezze              | Sezze (LT)             |                     |
| S.S. Vivace             | Grottaferrata (Roma)   |                     |

### Classifica finale
|  | Pos. | Squadra              | Pt | G  | V  | N  | P  | GF | GS | DR  |
|  | ---- | -------------------- | -- | -- | -- | -- | -- | -- | -- | --- |
|  | 1.   | Artiglio             | 57 | 34 | 25 | 7  | 2  | 78 | 21 | +57 |
|  | 2.   | Fondana              | 55 | 34 | 26 | 3  | 5  | 81 | 26 | +55 |
|  | 3.   | Rinascimento         | 48 | 34 | 19 | 10 | 5  | 77 | 31 | +46 |
|  | 4.   | Marino               | 48 | 34 | 21 | 6  | 7  | 69 | 29 | +40 |
|  | 5.   | Gaeta (-1)           | 47 | 34 | 18 | 12 | 4  | 78 | 32 | +46 |
|  | 6.   | Deposito Locomotive  | 44 | 34 | 18 | 8  | 8  | 81 | 37 | +44 |
|  | 7.   | Nettuno              | 37 | 34 | 15 | 7  | 12 | 72 | 50 | +22 |
|  | 8.   | Vivace Grottaferrata | 30 | 34 | 10 | 10 | 14 | 46 | 61 | -15 |
|  | 9.   | Ludovisi             | 29 | 34 | 11 | 7  | 16 | 45 | 58 | -13 |
|  | 10.  | Cynthia              | 29 | 34 | 12 | 5  | 17 | 42 | 65 | -23 |
|  | 11.  | Giammei Pantanella   | 28 | 34 | 10 | 8  | 16 | 42 | 66 | -24 |
|  | 12.  | Priverno (-1)        | 27 | 34 | 11 | 6  | 17 | 45 | 63 | -18 |
|  | 13.  | CRAL ACEA            | 27 | 34 | 10 | 7  | 17 | 41 | 59 | -18 |
|  | 14.  | Ferrovieri Roma      | 25 | 34 | 9  | 7  | 18 | 42 | 65 | -23 |
|  | 15.  | Ostia Mare           | 25 | 34 | 9  | 7  | 18 | 41 | 69 | -28 |
|  | 16.  | Italia Roma          | 23 | 34 | 8  | 7  | 19 | 34 | 55 | -21 |
|  | 17.  | Sezze (-2)           | 16 | 34 | 7  | 4  | 23 | 32 | 90 | -58 |
|  | 18.  | Fiumicino (-1)       | 12 | 34 | 4  | 5  | 25 | 24 | 93 | -69 |

Legenda:

      Promosso in Promozione 1949-1950.
      Ammesso alle finali delle seconde.
      Retrocesso in Seconda Divisione.
  Retrocesso e successivamente riammesso.
Regolamento:
Due punti a vittoria, uno a pareggio, zero a sconfitta.
Pari merito in caso di pari punti.
Note:
Gaeta, Priverno e Fiumicino hanno scontato 1 punto di penalizzazione in classifica per una rinuncia.
Sezze ha scontato 2 punti di penalizzazione in classifica per due rinunce.

## Girone C

### Squadre partecipanti
| Club                    | Città (provincia)   | Stagione precedente |
| ----------------------- | ------------------- | ------------------- |
| G.C. A.T.A.C.           | Roma                |                     |
| U.S. Alatri             | Alatri (FR)         |                     |
| S.S. Annunziata         | Ceccano (FR)        |                     |
| A.S. Aurelia            | Roma                |                     |
| G.S. Benzoni            | Roma                |                     |
| A.S. Casilina           | Roma                |                     |
| S.S. Cassino            | Cassino (FR)        |                     |
| S.S. Centocelle         | Roma                |                     |
| A.S. Ceprano            | Ceprano (FR)        |                     |
| G.S. Az. F.A.T.M.E.     | Roma                |                     |
| Genio Civile            | Roma                |                     |
| U.S. Isola Liri         | Isola del Liri (FR) |                     |
| A.S. Pontecorvo         | Pontecorvo (FR)     |                     |
| Rinascita               | Roma                |                     |
| S.S. Romana Elettricità | Roma                |                     |
| S.S. Romulea            | Roma                |                     |
| TE.TI.                  | Roma                |                     |
| S.S. Trasteverina       | Roma                |                     |

### Classifica finale
|  | Pos. | Squadra                 | Pt | G  | V  | N  | P  | GF | GS  | DR  |
|  | ---- | ----------------------- | -- | -- | -- | -- | -- | -- | --- | --- |
|  | 1.   | Casilina                | 53 | 34 | 24 | 5  | 5  | 77 | 27  | +50 |
|  | 2.   | Romana Elettricità      | 51 | 34 | 22 | 7  | 5  | 66 | 25  | +41 |
|  | 3.   | Romulea                 | 51 | 34 | 21 | 9  | 4  | 86 | 29  | +57 |
|  | 4.   | A.T.A.C.                | 49 | 34 | 18 | 13 | 3  | 50 | 20  | +30 |
|  | 5.   | Aurelia                 | 47 | 34 | 19 | 9  | 6  | 69 | 34  | +35 |
|  | 6.   | Ceprano                 | 41 | 34 | 17 | 7  | 10 | 64 | 45  | +19 |
|  | 7.   | Isola Liri              | 39 | 34 | 15 | 9  | 10 | 69 | 50  | +19 |
|  | 8.   | Trasteverina            | 39 | 34 | 16 | 7  | 11 | 65 | 52  | +13 |
|  | 9.   | Rinascita               | 36 | 34 | 13 | 10 | 11 | 41 | 40  | +1  |
|  | 10.  | F.A.T.M.E.              | 31 | 34 | 12 | 7  | 15 | 44 | 48  | -4  |
|  | 11.  | Alatri (-1)             | 28 | 34 | 12 | 5  | 17 | 47 | 56  | -9  |
|  | 12.  | Pontecorvo (-2)         | 27 | 34 | 13 | 3  | 18 | 45 | 57  | -12 |
|  | 13.  | Centocelle              | 26 | 34 | 11 | 4  | 19 | 46 | 55  | -9  |
|  | 14.  | TE.TI.                  | 21 | 34 | 8  | 5  | 21 | 38 | 69  | -31 |
|  | 15.  | Annunziata Ceccano (-1) | 21 | 34 | 8  | 6  | 20 | 24 | 63  | -39 |
|  | 16.  | Cassino                 | 20 | 34 | 7  | 6  | 21 | 23 | 67  | -44 |
|  | 17.  | Benzoni (-1)            | 17 | 34 | 6  | 6  | 22 | 30 | 68  | -38 |
|  | 18.  | Genio Civile            | 10 | 34 | 3  | 4  | 27 | 24 | 105 | -81 |

Legenda:

      Promosso in Promozione 1949-1950.
      Ammesso alle finali delle seconde.
      Retrocesso in Seconda Divisione.
Regolamento:
Due punti a vittoria, uno a pareggio, zero a sconfitta.
Pari merito in caso di pari punti.
Note:
Alatri, Ceccano e Benzoni hanno scontato 1 punto di penalizzazione in classifica per una rinuncia.
Pontecorvo ha scontato 2 punti di penalizzazione in classifica per due rinunce.

## Gironi finali

### Classifica finale
|  | Pos. | Squadra            | Pt | G | V | N | P | GF | GS | DR |
|  | ---- | ------------------ | -- | - | - | - | - | -- | -- | -- |
|  | 1.   | Fiamme Gialle      | 3  | 2 | 1 | 1 | 0 | 3  | 2  | 1  |
|  | 2.   | Fondana            | 2  | 2 | 1 | 0 | 1 | 3  | 2  | 1  |
|  | 3.   | Romana Elettricità | 1  | 2 | 0 | 1 | 1 | 1  | 3  | 2  |

Legenda:

      Promosso in Promozione 1949-1950.
  Non iscritto la stagione successiva.
Regolamento:
Due punti a vittoria, uno a pareggio, zero a sconfitta.
Note:
Fiamme Gialle promosse di categoria. Le autorità militari decisero tuttavia di chiudere l'esperienza sportiva e sciogliere la squadra dopo l'estate.
Risultati
- 24 luglio 1949: Fiamme Gialle-Fondi 2-1
- 28 luglio 1949: Romana Elettricità-Fiamme Gialle 1-1
- 31 luglio 1949: Fondi-Romana Elettricità 2-0

## Titolo regionale

### Classifica finale
|  | Pos. | Squadra  | Pt | G | V | N | P | GF | GS | DR |
|  | ---- | -------- | -- | - | - | - | - | -- | -- | -- |
|  | 1.   | Anzio    | 3  | 2 | 1 | 0 | 0 | 5  | 3  | +2 |
|  | 2.   | Casilina | 2  | 2 | 0 | 2 | 0 | 4  | 4  | 0  |
|  | 3.   | Artiglio | 1  | 2 | 0 | 1 | 1 | 3  | 5  | -2 |

Legenda:

      Campione regionale di Prima Divisione 1948-1949.
Regolamento:
Due punti a vittoria, uno a pareggio, zero a sconfitta.
Risultati
- 3 luglio 1949: Anzio-Casilina 2-2
- 10 luglio 1949: Artiglio-Anzio 1-3
- 17 luglio 1949: Casilina-Artiglio 2-2